# 6. zračnoprevozna divizija (Združeno kraljestvo)
Za druge 6. divizije glej 6. divizija.
6. zračnoprevozna divizija (izvirno angleško 6th Airborne Division) je bila zračnoprevozna enota Britanske kopenske vojske med drugo svetovno vojno.

## Zgodovina
Divizija je bila ustanovljena leta 1943.
Prva operacija celotne divizije je potekala 12. novembra 1942, ko se je divizija spustila na letališče Bone na severnoafriški obali, na pol poti med Alžirom in Tunisom.. 
Med napadom na Sicilijo leta 1943 je divizija sodelovala v operacijah Fustian in Marston. Večina divizije je bila po bojih umaknjena in je tako novembra 1943 prispela v Veliko Britanijo; v Italiji je ostala le 2. padalska brigada, ki je bila pozneje preoblikovana v 2. samostojno padalsko brigadno skupino.
Pozneje je divizija sodelovala v operaciji Overlord; iz bojišča je bila umaknjena avgusta 1944.
Marca 1945 je divizija sodelovala v operaciji Varsity (prečkanje Rena).
Divizija je bila razpuščena sredi leta 1948.

## Sestava
1943
- Štab
- 3. padalska brigada
- 5. padalska brigada
- 6. zračnopristajalna brigada
- Divizijske enote

1945.
- Štab
- 1. padalska brigada
- 2. padalska brigada
- 3. padalska brigada
- Divizijske enote